# Atlas机器人
Atlas机器人（英語：Atlas）是一个双足人形机器人，由美国波士顿动力公司負責开发，並受到美国国防部国防高等研究计划署（DARPA）的资助。这个身高6-英尺（1.8-）的机器人主要從事搜索及拯救任务，并於2013年7月11日首次亮相。